# روفوس افسوسی
روفوس افسوسی (به یونانی: Ῥοῦφος ὁ Ἐφέσιος) کالبدشناس و پزشک یونانی نیمه اول سده دوم میلادی بود که در زمان تراژان در امپراتوری روم و در مصر برآمد. روفوس پس از جالینوس، بزرگ‌ترین پزشک یونانی روم بود.
اثر او بیشتر برمبنای آثار هروفیلوس و اراسیستراتوس قرار داشت (ازقبیل نظریهٴ مربوط به اعصاب) ولی او بر روی میمونها و خوکها تحقیقات کالبدشناختی استادانه‌ای انجام داد.
نخستین توصیف صلیب بصری، توسط او، توصیف چشم را بسیار بهبود بخشید. او عدسی را به نام «عدس مانند» ذکر می‌کند و اعصاب حسی و حرکتی را از یکدیگر تمیز می‌دهد و اهمیت بسیار زیاد فعالیت دستگاه عصبی را درمی‌یابد.
روفوس لولهٴ رحمی گوسفند را توصیف کرد و دربارهٴ بیماری‌های اندام‌های دستگاه دفع ادرار و بسیاری موضوعات کالبدشناسی و طبی دیگر به نگارش پرداخت.
مهم‌ترین نوشتهٴ موجود او یک رسالهٴ مقدماتی کالبدشناسی است که قدیم‌ترین رساله در فهرست اصطلاحات کالبدشناسی به‌شمار می‌رود. رسالهٴ دیگر او دربارهٴ کالبدشناسی بدن انسان حاوی قدیم‌ترین توصیف کبد به صورت عضو پنج بخشی است.
رسالهٴ کوتاه او دربارهٴ نبض بسیار مهم است، چون حاوی تعریف خوبی است از نبض و اشاره‌ای عالی به این که ضربان نبض و قلب با انقباض قلب (نه با انبساط قلب) متناظر است. این رساله نشان‌دهندهٴ نخستین کوشش است در جهت قرار دادن آسیب‌شناسی بر مبنای کالبدشناسی و وظایف‌الاعضاشناسی.
بسیاری از بیماری‌ها یا علایم آنها برای اول بار به وسیلهٴ او توصیف شده (ازقبیل خیارک) و او توصیه‌های بهداشتی خوبی کرده‌است (از قبیل جوشاندن آب مشکوک پیش از استفاده از آن). جالب‌ترین قسمت جراحی او توصیف روش‌هایش در مورد جلوگیری از خون‌ریزی است.